# Kozminci
Kozminci este o localitate din comuna Podlehnik, Slovenia, cu o populație de 130 de locuitori.